# 苏氏狼蛛
苏氏狼蛛（学名：Lycosa suzukii）为狼蛛科狼蛛属的动物。分布于日本、朝鲜以及中国大陆的湖北等地。该物种的模式产地在日本。